# Newton Baker
Newton Diehl Baker, född 3 december 1871 i Martinsburg, West Virginia, död 25 december 1937 i Shaker Heights, Ohio, var en amerikansk politiker.
Baker ägnade sig från 1897 åt advokatverksamhet och var 1912-16 borgmästare i Cleveland, Ohio. Baker, som tillhörde det demokratiska partiet, utnämndes 1916 av president Woodrow Wilson till USA:s krigsminister, på vilken post han kvarstod till 1921. Baker nedlade ett betydelsefullt arbete på den amerikanska arméns nyorganisation under första världskriget.